# Philippe de Bousies
René Philippe de Bousies (Ferrière-la-Petite (Frankrijk), 1789 - Brussel, 1 januari 1875) was militair, parlementslid en lid van het Belgisch Nationaal Congres.

## Levensloop
De Bousies was de zoon van Charles-Alexandre de Bousies, heer van Ferrière-la-Petite en van Marie-Amélie d'Yve. Charles de Bousies behoorde tot de adelstand in Henegouwen en was lid van het Congres van de Verenigde Nederlandse Staten in 1789.
Onder het Franse keizerrijk was Philippe De Bousies officier in het Franse leger. In 1815 vestigde hij zich in het Verenigd Koninkrijk der Nederlanden en werd eerst majoor van de marechaussee (1823-1830) en vervolgens kolonel-commandant voor de provincie Luik.
In 1822 werd hij in de adelstand bevestigd. In 1825 werd hij lid van de Provinciale Staten van Henegouwen. Van 1826 tot 1829 was hij lid van de Tweede Kamer der Staten-Generaal.
In november 1830 werd hij tot plaatsvervangend lid van het Nationaal Congres verkozen en zetelde vanaf 2 april 1831, na het ontslag van Emmanuel Claus. Hij bracht zijn stem uit voor Leopold van Saksen-Coburg en voor de aanvaarding van het Verdrag der XVIII artikelen. Tijdens de openbare zittingen hield hij geen enkele tussenkomst.
Van 1832 tot 1835 was hij volksvertegenwoordiger voor het arrondissement Bergen en van 1835 tot 1839 was hij senator voor het arrondissement Neufchâteau-Virton. Van 1846 tot aan zijn dood was hij burgemeester van Buizingen.
Philippe de Bousies trouwde in 1831 in Buizingen met zijn nicht Pauline de Maleingreau de Quenast (1796-1868). In 1870 verkreeg hij de titel van graaf. Hoewel het gezin kinderloos was gebleven, werd de titel vermeld als overdraagbaar op al zijn mannelijke nakomelingen.

## Iconografie
Portret van Philippe de Bousies door J. Cossyn (1866), bewaard in het Musée des Beaux-Arts van Mons.